# Diògenes d'Esmirna
Diògenes d'Esmirna (Diogenes, Διογένης) fou un filòsof eleàtic grec, que fou deixeble de Metrodor i de Protàgores. L'esmenta Climent d'Alexandria.
Se'l considera professor d'Anaxarc i d'haver compartit les opinions de Protàgores.